# Landesgartenschau Frankenberg 2019

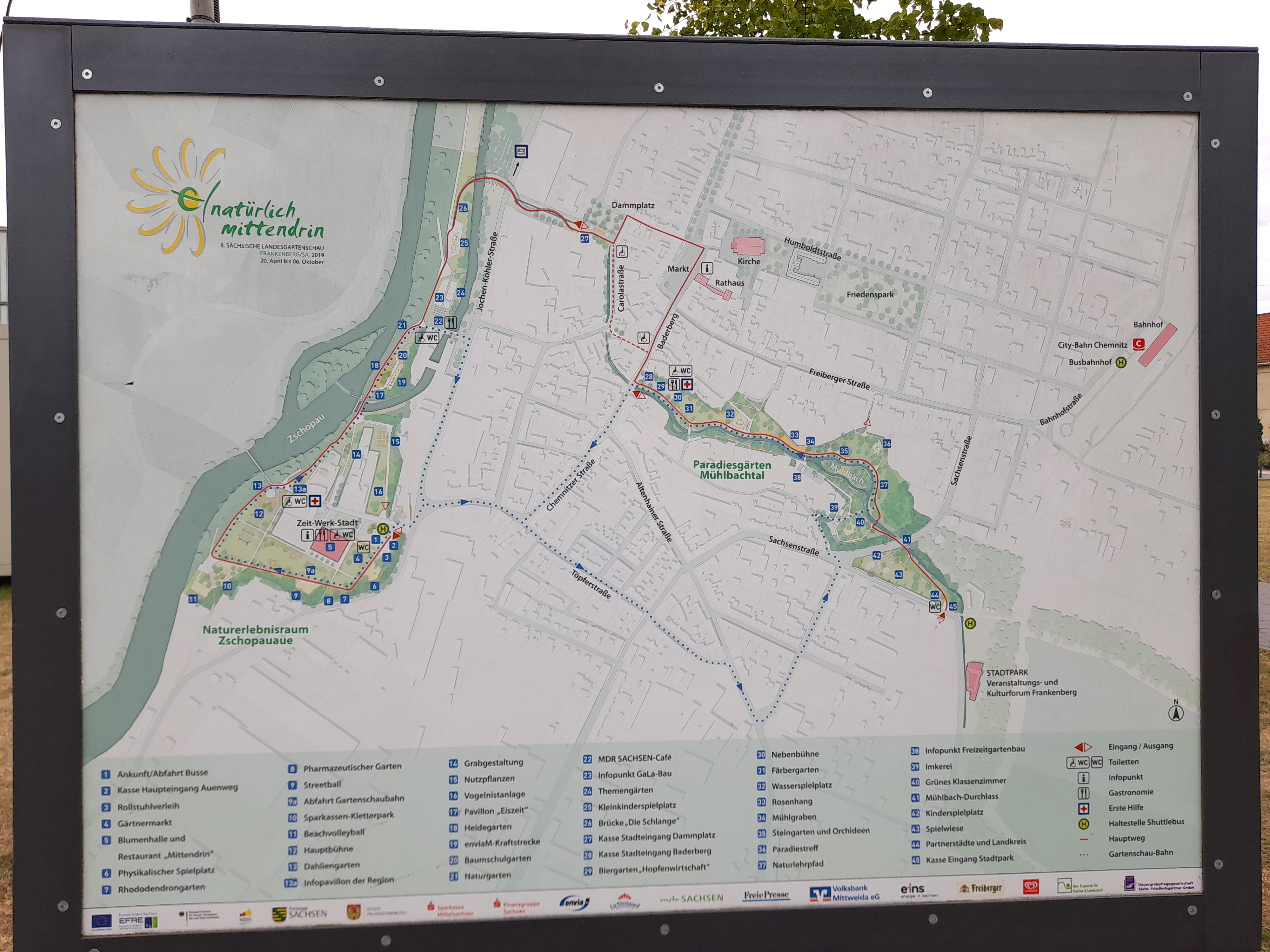
Sächsische Landesgartenschau Frankenberg 2019, Lageplan gesamt

Die Landesgartenschau Frankenberg 2019 ist die 8. Landesgartenschau in Sachsen. Sie wurde am 20. April 2019 in Frankenberg/Sa., einer Stadt im Landkreis Mittelsachsen, eröffnet und verlief unter dem Motto „Natürlich mittendrin“ bis zum 6. Oktober 2019. Ausrichter der Landesgartenschau ist die Stadt Frankenberg, die etwa 50 Kilometer südwestlich der sächsischen Landeshauptstadt Dresden liegt.
Das 10,8 ha große Gelände der Gartenschau besteht aus dem 6,1 ha großen Naturerlebnisraum Zschopauaue und den 4,7 ha großen Paradiesgärten Mühlbachtal. Beide Areale werden durch die Fußgängerbrücke „Die Schlange“ verbunden, welche über die Bundesstraße 169 führt. Die einstige Blumenhalle im Naherholungsgebiet Zschopauaue wurde nach dem Ende der Landesgartenschau bis 2021 zum Erlebnismuseum ZeitWerkStatt umgebaut. Dieses präsentiert historische Ausstellungsstücke der städtischen und sächsischen Fahrzeug-, Teppich-, Druckindustrie unter dem Motto „Sachsens Pioniergeist entdecken“. Im Zuge der Eröffnung des neuen Erlebnismuseums im Jahr 2021 wurden das Frankenberger Heimatmuseum im Rittergut und das Fahrzeugmuseum geschlossen.